# فرنک کلپاکی
فرانک کلپاکی، یک موسیقی‌دان آمریکایی است که به خاطر آثارش از مجموعه Command Conquer به عنوان بهترین کارگردان آمریکایی شناخته شده‌است. او پس از اینکه نواختن درام آکوستیک را در کودکی شروع کرد؛ در سن ۱۷ سالگی به استودیو Westwood پیوست. وی چندین اثر را در آن‌جا به انجام رساند.
او در لاس وگاس زندگی می‌کند، زمانی که او حرفه تک خوانی را شروع کرد، برای چند گروه محلی، محصول تولید کرد. او حرفهٔ شخصی اش را روی چندین ژانر مختلف از جمله موسیقی راک،موسیقی جاز، موسیقی هیپ هاپ ، موسیقی روح و فانک متمرکز کرد؛ و او این سبک موسیقی را "Rocktronic" نامید. کار او در رسانه‌های مختلف از جمله برنامه اسپایک تی وی پخش شده‌است.
کلپاکی در حال حاضر رئیس the audio director of Petroglyph games است؛ که توانسته‌است چندین برنامه موفق را برگزار کند.

## اوایل زندگی و حرفه
کلپاکی توسط خانواده ای از موسیقی‌دانان لهستان و ایتالیایی‌تبار که در لاس وگاس زندگی می‌کردند؛ مطرح شد و در آن جا آموزش دید. او هنرش را به عنوان سرگرمی شروع کرد؛ اما موسیقی، به یکی از هنرهای مورد علاقه او تبدیل شد. او در سن ۸ سالگی اولین drumset را دریافت کرد؛ و از سن ۱۱ سالگی کار حرفه ای خود را شروع کرد.